# Heinrich von Rustige
 (novembre 2024).
Heinrich Franz Gaudenz von Rustige, né le 12 avril 1810 à Werl et mort le 15 janvier 1900 à Stuttgart, est un peintre allemand qui fut directeur de la Staatsgalerie de Stuttgart.

## Biographie

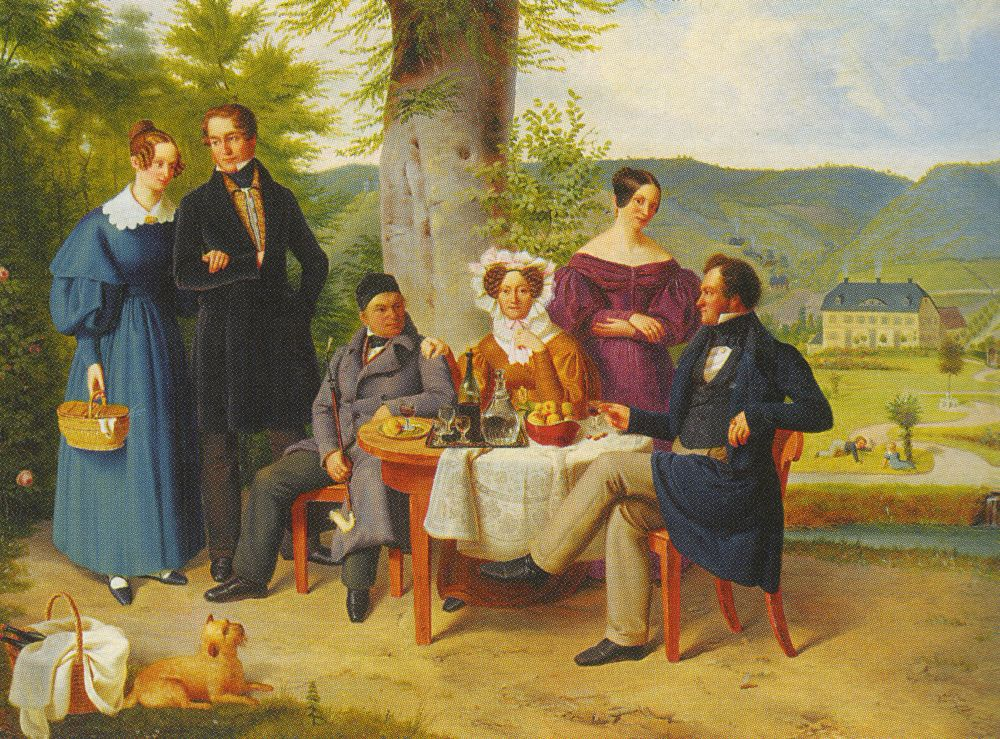
Carl Anton Farina et sa famille (1837)

Rustige est l'élève de Wilhelm von Schadow à l'académie des beaux-arts de Düsseldorf en 1828. Il s'installe ensuite en 1836 à Francfort, puis entreprend un voyage d'études à Vienne et en Hongrie. Plus tard, il voyage à Dresde, Berlin, ainsi qu'en France et en Angleterre.
Heinrich Rustige est nommé professeur de l'école d'art de Stuttgart en 1845, fonction qu'il occupe jusqu'en 1887, et devient inspecteur de la Staatsgalerie royale du Wurtemberg.
Il est spécialiste de la peinture d'histoire, de scènes de genre, de paysages et de portraits.
Ses œuvres sont visibles à la Nationalgalerie de Berlin, à la Staatsgalerie de Stuttgart, et surtout au musée de Werl.
Rustige est anobli par le roi du Wurtemberg et ajoute la particule von à son nom.
Rustige est aussi l'auteur de plusieurs poésies.
Il eut notamment pour élève le peintre animalier Anton Braith.